# نقار أخضر إيبيري
نقار أخضر إيبيري (الاسم العلمي: Picus sharpei) (بالإنجليزية: Iberian Green Woodpecker)‏ هو نوع من الطيور يتبع جنس النقار الحقيقي من الفصيلة النقارية الحقيقية.